# Arnošt Egon Fürstenberg
Arnošt Egon z Fürstenbergu, někdy též počeštěně z Fürstenberka (německy Ernst Egon von Fürstenberg (6. listopadu 1816 Weitra – 24. března 1889 Vídeň), byl rakouský šlechtic z rodu Fürstenbergů a politik z Moravy, ve 2. polovině 19. století byl poslancem rakouské Říšské rady.

## Biografie

### Původ a rodina
Narodil se jako syn Bedřicha Egona z Fürstenbergu a jeho manželky Marie Terezie ze Schwarzenbergu. Jeho bratr Bedřich zastával úřad olomouckého arcibiskupa.
V roce 1867 se Arnošt Egon oženil s Karolinou Antonií Busekovou. Šlo o morganatické manželství, tedy s neurozenou ženou. Měli dvě děti, syna Josefa Bedřicha Arnošta a dceru Gabrielu Marii Karolinu).
Vystudoval práva a nastoupil do státní služby. Pracoval na místodržitelství ve Štýrském Hradci, Innsbrucku a Brně. Počátkem 50. let 19. století přešel do správy otcových statků v Dolních Rakousích. Roku 1854 mu připadlo arcibiskupské léno Horní Moštěnice, později koupil i panství Přestavlky. Pak je prodal a roku 1870 zakoupil panství Kunín. Roku 1858 se stal čestným rytířem Maltézského řádu.
Podporoval chudé studenty a přispíval na dobročinné účely. Byl znalcem přírody a lesnictví. V letních měsících sídlila jeho rodina na zámku v Kuníně, na zimu se od roku 1882 stěhovala vždy do vídeňského paláce bratra arcibiskupa Bedřicha.

### Veřejná činnost
Arnošt Egon byl veřejně a politicky činný. V doplňovacích zemských volbách 1. března 1864 se stal poslancem Moravského zemského sněmu. Reprezentoval velkostatkářskou kurii, I. sbor. Uvádí se jako konzervativní velkostatkář. Na sněm se vrátil v zemských volbách v roce 1878.
Působil i jako poslanec Říšské rady (celostátního parlamentu Předlitavska), kam usedl ve volbách roku 1879 za velkostatkářskou kurii na Moravě. Mandát obhájil ve volbách roku 1885. V parlamentu zasedal do své smrti roku 1889. Ve volebním období 1879–1885 byl zmiňován jako lankrabě Ernst Fürstenberg, statkář, bytem Kunín.
Po volbách v roce 1879 se uvádí jako konzervativní šlechtic. List Das Vaterland po volbách v roce 1879 napsal, že ze čtyř konzervativních velkostatkářů zvolených na Moravě jen Egbert Belcredi je zároveň státoprávně orientován (tedy podporuje český státoprávní program), zbylí tři (včetně Fürstenberga) nejsou státoprávně vyhranění. Do Říšské rady usedl jako kompromisní kandidát Strany ústavověrného velkostatku (centralisticky a provídeňsky orientované) a Strany středního velkostatku. Nenáležel žádnému poslaneckému klubu, ale hlasoval s pravicí (tzn. s konzervativní šlechtou). Podle jiného zdroje patřil k Straně středního velkostatku. V parlamentu byl členem komise pro kontrolu státního dluhu.
V závěru života se už jen zřídka účastnil parlamentních schůzí a pokud ano, tak se dostavil s ovázanou hlavou.
Arnošt Egon z Fürstenbergu zemřel ve Vídni 24. březn 1889.